# وادی الفارعه
وادی الفارعه (به لاتین: Wadi al-Far'a) یک روستا در دولت فلسطین است که در استان طوباس واقع شده‌است. وادی الفارعه ۱۲٫۰ کیلومتر مربع مساحت و ۲٬۳۴۰ نفر جمعیت دارد.